# Roseaux (groupe)
 (mars 2025).
La mise en forme du texte ne suit pas les recommandations de Wikipédia : il faut le « wikifier ».
Les points d'amélioration suivants sont les cas les plus fréquents. Le détail des points à revoir est peut-être précisé sur la page de discussion.
- Les titres sont pré-formatés par le logiciel. Ils ne sont ni en capitales, ni en gras.
- Le texte ne doit pas être écrit en capitales (les noms de famille non plus), ni en gras, ni en italique, ni en « petit »…
- Le gras n'est utilisé que pour surligner le titre de l'article dans l'introduction, une seule fois.
- L'italique est rarement utilisé : mots en langue étrangère, titres d'œuvres, noms de bateaux, etc.
- Les citations ne sont pas en italique mais en corps de texte normal. Elles sont entourées par des guillemets français : « et ».
- Les listes à puces sont à éviter, des paragraphes rédigés étant largement préférés. Les tableaux sont à réserver à la présentation de données structurées (résultats, etc.).
- Les appels de note de bas de page (petits chiffres en exposant, introduits par l'outil «  Source ») sont à placer entre la fin de phrase et le point final[comme ça].
- Les liens internes (vers d'autres articles de Wikipédia) sont à choisir avec parcimonie. Créez des liens vers des articles approfondissant le sujet. Les termes génériques sans rapport avec le sujet sont à éviter, ainsi que les répétitions de liens vers un même terme.
- Les liens externes sont à placer uniquement dans une section « Liens externes », à la fin de l'article. Ces liens sont à choisir avec parcimonie suivant les règles définies. Si un lien sert de source à l'article, son insertion dans le texte est à faire par les notes de bas de page.
- La présentation des références doit suivre les conventions bibliographiques. Il est recommandé d'utiliser les modèles {{Ouvrage}}, {{Chapitre}}, {{Article}}, {{Lien web}} et/ou {{Bibliographie}}. Le mode d'édition visuel peut mettre en forme automatiquement les références.
- Insérer une infobox (cadre d'informations à droite) n'est pas obligatoire pour parachever la mise en page.

Pour une aide détaillée, merci de consulter Aide:Wikification.
Si vous pensez que ces points ont été résolus, vous pouvez retirer ce bandeau et améliorer la mise en forme d'un autre article.
 (mars 2025).
Pour les articles homonymes, voir Roseaux (homonymie).
Roseaux (prononcé en français : [ʁozo])) est un projet musical créé par Emile Omar en 2012. Ce collectif comprend également Alex Finkin et Clément Petit. 
Emile Omar, qui est à l'origine DJ et programmateur radio sur Radio Nova, est aussi le directeur artistique et producteur de ce projet. Alex Finkin en est le réalisateur. Clément Petit est le responsable vocal des sessions d’enregistrement.
En 2012, le groupe sort son premier album éponyme sur le label Fanon / Tôt ou Tard. Le chanteur Aloe Blacc collabore au chant sur les dix morceaux de ce premier opus. Dans cet album de reprises, Alex Finkin, qui est musicien multi-instrumentiste et Clément Petit y jouent de leurs instruments (piano, guitare, basse, violoncelle). Dans cet album on trouve les affinités du groupe pour les musiques noires américaines comme la soul, le funk ou le jazz, mais aussi hip-hop. Le disque a été classé en 92e position au SNEP, le classement officiel des singles et albums français.
En septembre 2019, le groupe annonce la sortie de Roseaux II , un deuxième album qui cette fois-ci contient majoritairement des compositions. Cet album à dominante acoustique prolonge les influences soul et jazz du premier LP. Le collectif s'entoure à nouveau d’Aloe Blacc, mais aussi ajoute de nouvelles collaborations comme Melissa Laveaux, Blick Bassy ou encore Ben l'Oncle Soul.
Le 21 mars 2025, le groupe sort son troisième album, Roseaux III .

## Discographie

### Singles
| Année | Titre                                                       | Position | Album      |
| Année | Titre                                                       | FR       | Album      |
| ----- | ----------------------------------------------------------- | -------- | ---------- |
| 2012  | "More Than Material" (Roseaux feat. Aloe Blacc )            | 80       | Roseaux    |
| 2019  | "I Am Going Home" (Roseaux feat. Ben l'Oncle Soul )         | –        | Roseaux II |
| 2023  | "Loving You is All I Want to Do" (Roseaux feat. Aloe Blacc) | –        | –          |